# Pfarrkirche Goggendorf

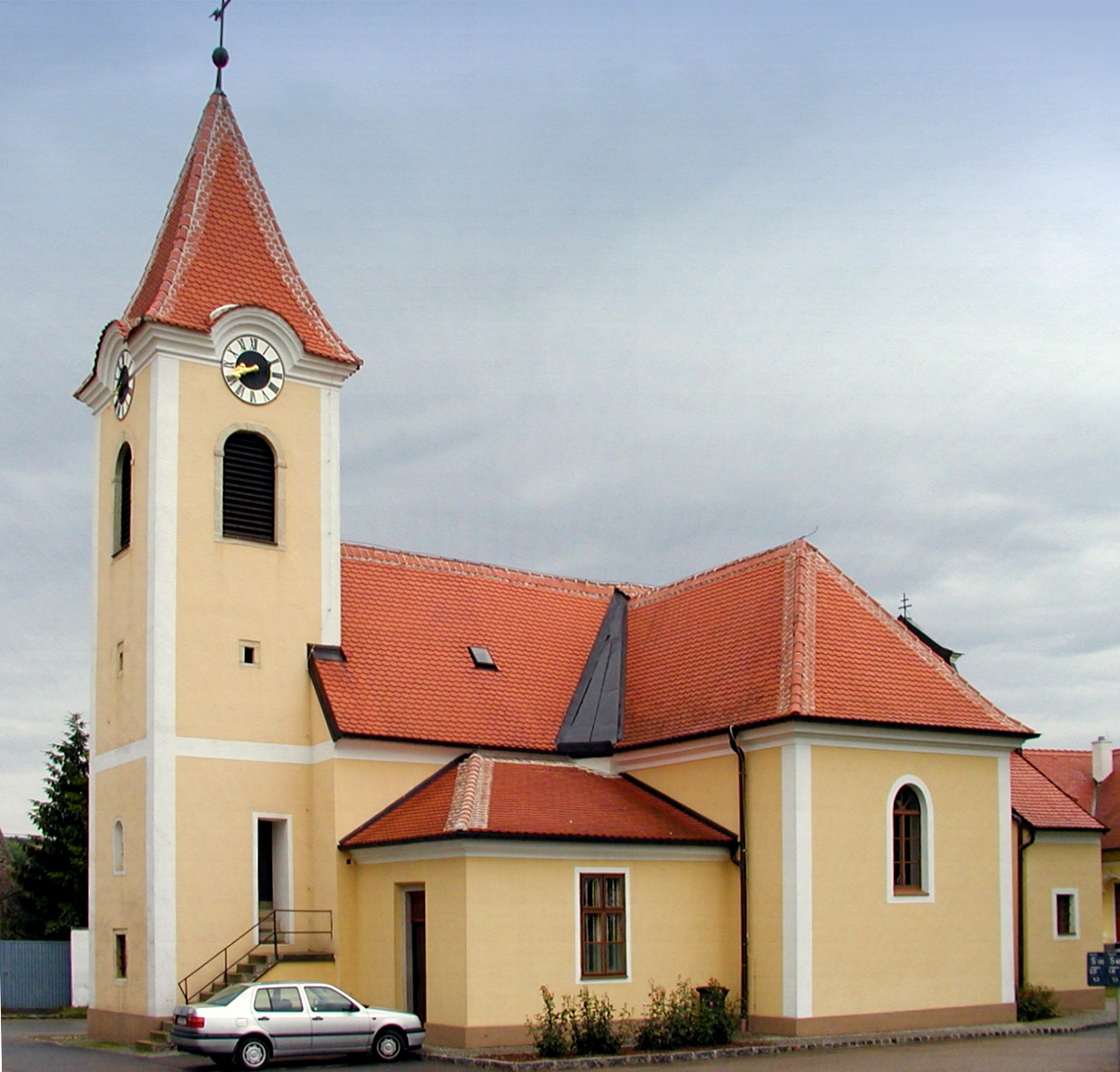
Ansicht von Nordwest

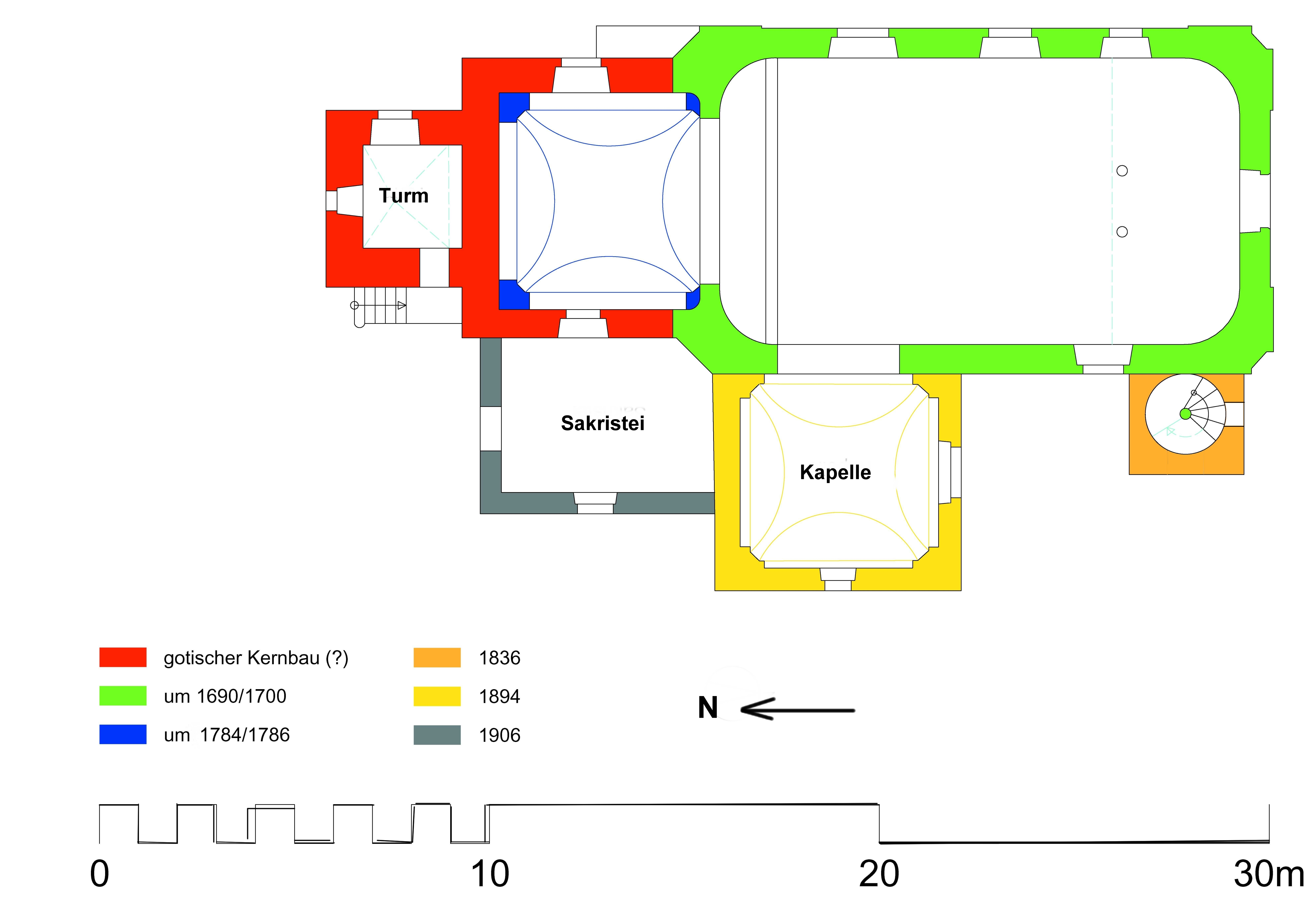
Baualterplan

Die Pfarrkirche Maria Verkündigung in Goggendorf, einer Katastralgemeinde von Sitzendorf an der Schmida in Niederösterreich steht am westlichen Rand des verbauten Ortsgebietes. Konpatron ist der heilige Arnold Janssen.
Die spätbarocke schlichte römisch-katholische Saalkirche mit Nordturm ist nach Norden ausgerichtet. Sie gehört zum Dekanat Sitzendorf im Vikariat Unter dem Manhartsberg und steht gemäß Verordnung des Bundesdenkmalamtes unter Denkmalschutz (Listeneintrag).

## Geschichte

### Pfarrgeschichte
Bis zum Jahre 1786 gehörte Goggendorf zur Pfarre von Sitzendorf an der Schmida, die unter der Patronatsherrschaft des Klosters Baumburg stand. Im Jahre 1784 ersuchte die Gemeinde Kaiser Joseph II. Goggendorf zur Pfarre zu erheben. Baumburg erhielt daraufhin den Auftrag, für die Erweiterung der Kapelle und des Pfarrhofes zu sorgen und einen eigenen Geistlichen für Goggendorf zu stellen. Stift Baumburg kam diesem Auftrag nicht nach und verzögerte dadurch die Errichtung der Pfarre. Am 31. Jänner 1786 erteilte das erzbischöfliche Konsistorium den Auftrag, die Einweihung der Kirche unter dem Titel Maria Verkündigung vorzunehmen. Zur Bedingung wurde gemacht, die bestehenden Mängel zu beseitigen und diverse Um- und Ausbauten vorzunehmen. Im Jahre 1787 trat der erste Pfarrer von Goggendorf seinen Dienst an.
Mit Inkrafttreten des Reichsdeputationshauptschlusses im Jahre 1803 endete das Patronat des Klosters Baumburg und die Pfarre wurde landesfürstlich.

### Baugeschichte

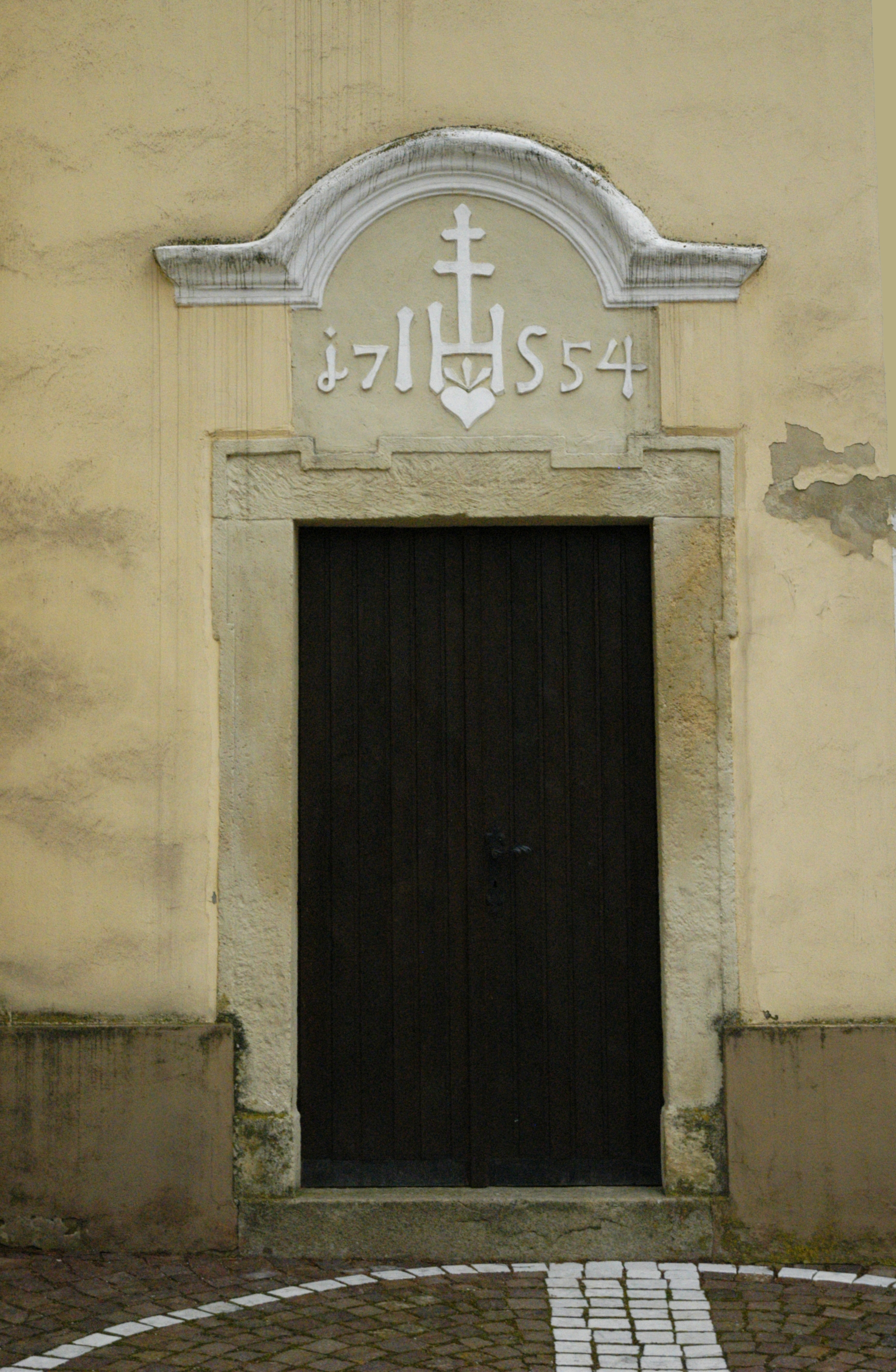
Turmportal mit Jahreszahl 1754

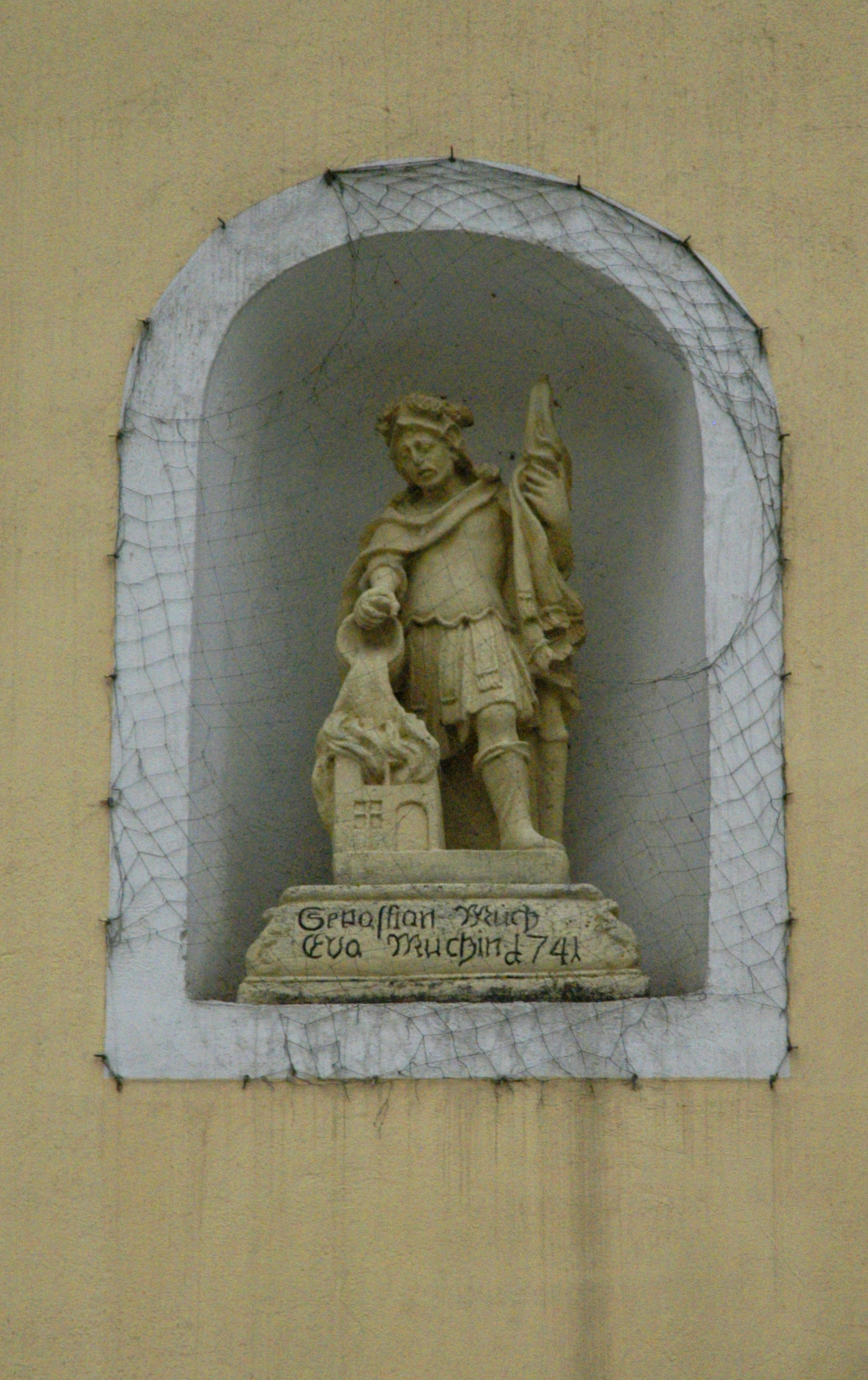
Figurennische an der Nordfassade

Im Jahre 1365 wurde erstmals ein Gotteshaus in Goggendorf urkundlich erwähnt. Details darüber sind nicht überliefert, es könnte sich um eine romanische Kapelle mit gotischer Erweiterung gehandelt haben. Um das Jahr 1690 fasste die Bevölkerung den Entschluss, dieses Gotteshaus durch einen Neubau zu ersetzen. Aus dem Jahre 1699 ist der Bestand einer schlichten nach Süden ausgerichteten barocken Kirche mit gotischem Mauerkern überliefert.
Aufgrund eines Ansuchens aus dem Jahre 1739 genehmigte das Konsistorium im darauffolgenden Jahr die Errichtung eines Glockenhauses, doch erst im Jahre 1754 kam es zur Errichtung des Turmes. In einem Schreiben aus dem Jahre 1773 wird ein Bethaus und eine zu diesem gehörende Glocke erwähnt.
Die Errichtung des heutigen Langhauses erfolgte im Jahre 1791 und führte zu einer Neuorientierung der Kirche. Seither befindet sich der Hochaltar im Norden, das Turmerdgeschoß, das den Zugang zur Kirche dargestellt hatte, wurde zur Sakristei umfunktioniert und der Bau durch ein Dach mit durchgehendem First abgeschlossen.

## Baubeschreibung

### Außen
Die Fassade der vielgliedrigen Kirche ist durch einheitliche schlichte Putzbänder und Rundbogenfenster gegliedert. Ein firstgleiches Satteldach über einem profilierten Traufgesims schließt das Langhaus und den Chor ab. Im Süden bildet eine schlichte klassizistische Giebelfassade mit einem Portal, einem Rundbogenfenster und einem Oculus im Giebel den Abschluss des Langhauses.
Der 23 Meter hohe Turm im Anschluss an das Chorjoch bildet den nördlichen Abschluss der Kirche. An der Ostseite des Turmes befindet sich ein barockes Steingewändeportal mit einem geschwungenen profilierten Gesims über der Inschrift „17 IHS 54“. Es bildet den Zugang zum Turmerdgeschoß mit Kreuzgratgewölbe, das früher als Sakristei genutzt wurde.
An der Nordfassade des Turmes ist eine Rundbogennische mit einer Statuette des heiligen Florian, welche auf dem Sockel mit „Sepastian Much Eva Muchin 1741“ bezeichnet ist.

### Innen

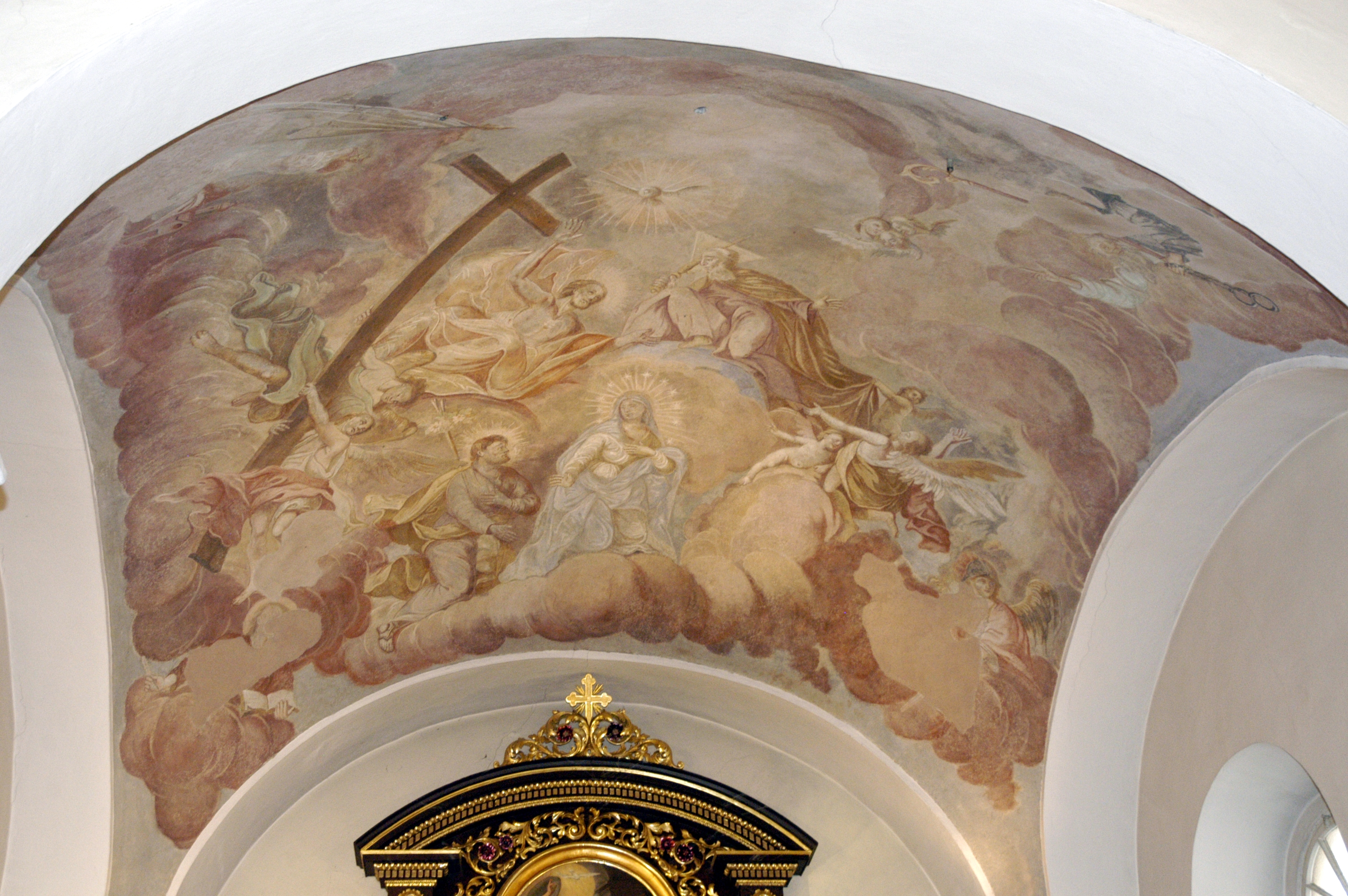
Wandmalerei im Chorgewölbe

Das Langhaus hat eingezogene Ecken und wird von einer gekehlten Flachdecke aus dem Ende des 18. Jahrhunderts abgeschlossen. Die südliche Empore ruht auf toskoanischen Säulen. Den Übergang vom Langhaus zum Chor bildet ein leicht eingezogener korbbogiger Triumphbogen.
Das Chorjoch und der Kapellenanbau im Westen haben Platzlgewölbe auf Eckpilaster aus der Mitte des 18. Jahrhunderts. Eine Wandmalerei im Chorjoch aus der zweiten Hälfte des 18. Jahrhunderts, die im Jahre 1984 freigelegt wurde, zeigt die Motive „Mariä Verkündigung“, „Heilige Dreifaltigkeit“ sowie den heiligen Florian.

## Ausstattung
Der Tabernakel des neobarocken Hochaltars mit Akanthusornament und segmentbogigem Giebel aus dem Jahre 1843 wird von Engelsfiguren flankiert. Darüber befindet sich das neugotische Altarblatt mit der Darstellung „Mariä Verkündigung“, welches mit „Anton Novak 1893“ bezeichnet ist.
An der rechten Seite des Triumphbogens steht ein Nischenretabelaltar mit der Figur einer Rosenkranzmadonna aus dem 19. Jahrhundert. In der Kapelle befindet sich ein klassizistischer Nischenretabel mit einer neugotischen Christusfigur aus dem Ende des 19. Jahrhunderts.
Der barocke Weihwasserbehälter auf einer Konsole mit Inschriftenkartusche stammt aus dem Anfang des 18. Jahrhunderts.

### Orgel
Die Orgel wurde im Jahre 1877 vollkommen restauriert. Nachdem sie jedoch wieder schadhaft geworden war, wurde im Jahre 1899 bei Johann Marcell Kaufmann, dem Großvater des Johann M. Kauffmann aus Wien, der Auftrag zur Anfertigung eines neuen Instrumentes gegeben.
Während des Ersten Weltkrieges wurden die 21 zinnerne Prospektpfeifen ausgebaut und am 22. Februar 1918 an das Kriegsministerium abgeliefert. Die Spielbarkeit der Orgel hat dadurch aber nicht wesentlich gelitten. Später wurden die abgetretenen Pfeifen ersetzt. Das Werk verfügt über acht Register, die auf ein Manual und Pedal verteilt sind. Der Prospekt wird durch drei Rundbogenfelder gegliedert, die je sieben Pfeifen aufweisen. Das mittlere Pfeifenfeld ist leicht erhöht. Entsprechend der romantischen Tradition der Erbauungszeit herrschen grundtönige Stimmen vor.
| I Manual C– |       |
| Principal   | 8′    |
| Bourdon     | 8′    |
| Salicional  | 8′    |
| Oktav       | 4′    |
| Flöte       | 4′    |
| Mixtur III  | 2 ⁄3′ |

| Pedal C–     |     |
| Subbass      | 16′ |
| Violon-Cello | 8′  |

- Koppeln: I/P

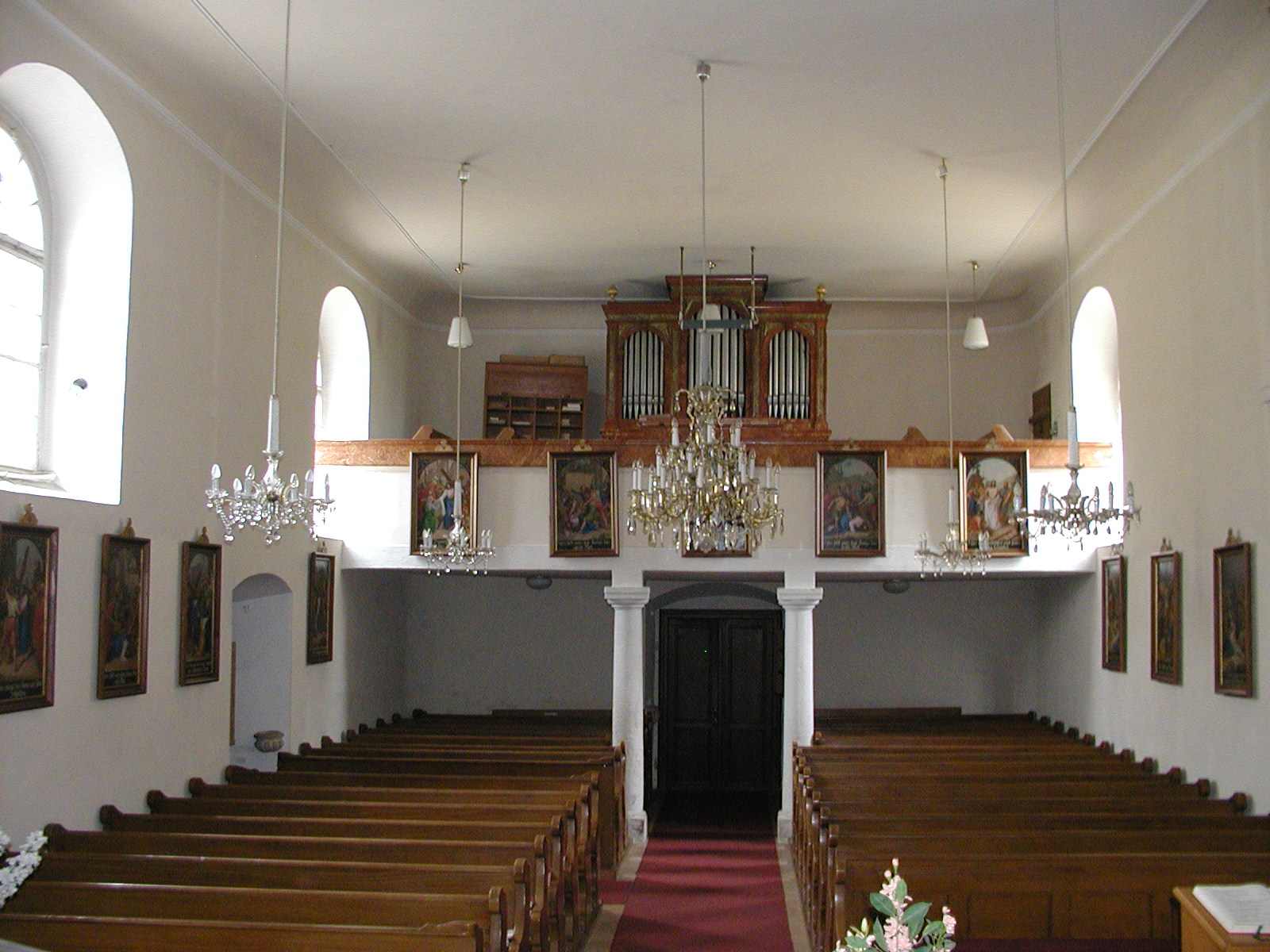
Einblick in das Langhaus nach Süden zur Empore

- Spielhilfen: Feste Kombinationen (p, f, Tutti)

### Glocken
Während eines Brandes im Mai des Jahres 1816 schmolzen auch die Kirchenglocken. Wann und mit wie vielen Glocken sie ersetzt wurden, ist nicht überliefert, jedoch ist bekannt, dass im Jahre 1890 eine schadhaft gewordene Glocke getauscht und am 15. August 1890 (Maria Himmelfahrt) eingeweiht wurde. Während des Ersten Weltkrieges wurden neben den 21 Orgelpfeifen auch die Bronzeglocken an das Kriegsministerium abgeliefert.
Im Jahre 1922 stellte die Firma Böhler in Kapfenberg zwei neue Gussstahlglocken für die Kirche in Goggendorf her, die am Ostermontag des Jahres 1923 eingeweiht wurden.